# Calumma tarzan
Espèce
Statut de conservation UICN

 CR B1ab(iii)+2ab(iii) : 
En danger critique
Statut CITES
Le caméléon Tarzan (Calumma tarzan) est une espèce de sauriens de la famille des Chamaeleonidae. Il fait partie de la liste des 100 espèces les plus menacées au monde établie par l'UICN en 2012.

## Répartition
Cette espèce est endémique de la région d'Alaotra-Mangoro à Madagascar. Cette espèce a une distribution très réduite, s'étendant sur moins de 10 km2, à environ 850 m d'altitude.

## Description
L'holotype de Calumma tarzan, un mâle adulte, mesure 149,8 mm dont 77,8 mm pour la queue. Au repos, ce spécimen présente une coloration verte plutôt pâle avec une teinte plus jaune durant la journée. Sa tête et le tiers antérieur de son dos sont ornés d'un casque noir charbon.

## Étymologie
Cette espèce, qui a été découverte non loin d'un village autrefois connu sous le nom de Tarzanville, est dédiée à Tarzan, le personnage de fiction créé par Edgar Rice Burroughs en 1912. En faisant ce choix, les auteurs ont l'espoir que ce nom célèbre permettra de sensibiliser à la préservation de cette forêt de moyenne altitude.